# Muchomůrka jízlivá
Muchomůrka jizlivá (Amanita virosa) je smrtelně jedovatá houba z čeledi muchomůrkovitých. Je stejně nebezpečná a způsobuje podobnou otravu jako muchomůrka zelená.

## Synonyma
- Agaricus virosus Fries, 1838
- Amanita verna sensu Rea, 1922  non A. verna (Bulliard, 1783) Lamarck, 1738  – muchomůrka jarní
- Amanitina virosa (Fries, 1838) E.-J. Gilbert, 1941
- Amanita phalloides var. larroquei Massart & Beauvais, 1975

## Popis

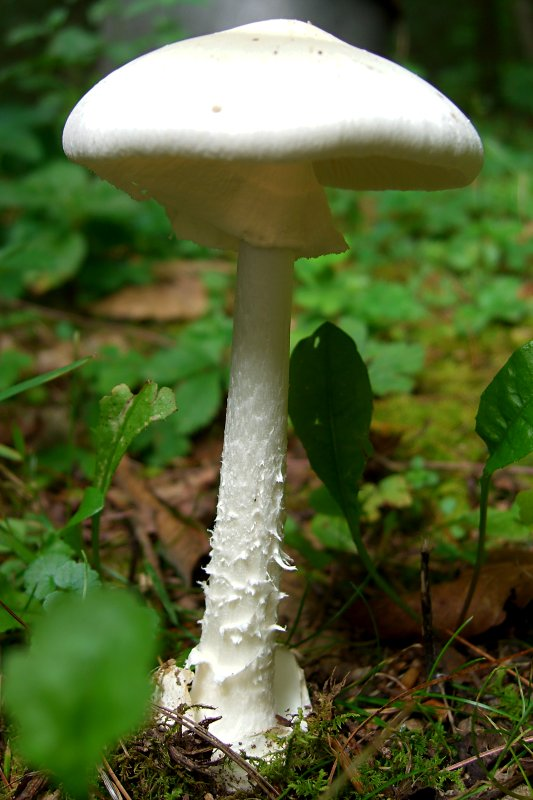
Dospělá plodnice muchomůrky jízlivé. Charakteristický je bíle šupinatý třeň poněkud zvonovitý klobouk.

- Klobouk má v průměru 5–10 cm, je dlouho kuželovitý, později sklenutý, na okraji je nerýhovaný. Zbarven je bíle. Povrch je hladký, většinou zcela holý, v mládí lepkavý, pak suchý a lesklý, potažený tenkou bezbarvou slupitelnou želatinovou blankou.
- Závoj je blanitý, bílý, potrhaný, vlaje často z okrajů.
- Prsten chabý, zplihlý, bílý a hladký.
- Lupeny jsou husté, čistě bílé, volné.
- Třeň je štíhlý, v dospělosti 8-14 cm dlouhý, 1–1,5 cm tlustý, válcovitý, bílý, nad prstenem hladký, pod ním hrubě bíle šupinatý, ukončený mohutnou měkkou kulovitou hlízou, uzavřenou ve volné, vysoké, nápadně cípaté bílé pochvě.
- Dužnina je čistě bílá.
- Výtrusný prach je bílý, výtrusy jsou kulovitého tvaru o průměru 7–10 μm.
- Chuť má údajně lahodnou, vůni nasládlou, v dospělosti páchne po syrových bramborách.

## Rozšíření
Vyskytuje se v mírném pásmu Evropy, zejména v chladnějších podhorských a horských oblastech. Do Severní Ameriky a Austrálie byla zavlečena se sazenicemi stromků. Výskyt byl hlášen i z Japonska (Hokkaido). Původní domněnky o jejím výskytu na Havajských ostrovech byly později vyvráceny.

## Výskyt
Roste roztroušeně v červenci až říjnu v jehličnatých lesích, v podhorských a horských polohách. Výjimečně se udává výskyt i pod buky a duby.

## Obsahové látky

### Peptidické alkaloidy

#### Falotoxiny
| - faloidin - faloin | - falisin | - falicidin |

#### Amatotoxiny
| - α-amanitin - amanin | - β-amanitin - amanullin | - γ-amanitin |

## Otrava
Otrava faloidními muchomůrkami probíhá ve čtyřech fázích:
1. Dlouhá latence 8–12 hodin,
2. bouřlivé příznaky; zvracení, průjmy a další (1–2 dny),
3. relativní uklidnění (1 den),
4. selhání jaterní a ledvinové činnosti a při neléčení následuje většinou smrt.

Podrobněji viz heslo muchomůrka zelená.

## Možnost záměny
Pozor na možnost záměny za bílé jedlé houby, hlavně žampiony, která je u muchomůrky jízlivé větší než u muchomůrky zelené. Je třeba mít na paměti, že žampion nemá nikdy čistě bílé lupeny. Bezpečná znalost muchomůrky jízlivé je vyžadována podle vyhlášky č. 475/2002 Sb. při zkouškách z mykologie pro osoby, které hodlají získat oprávnění k prodeji hub.

## Taxonomická poznámka
Rod Amanitina E.-J. Gilbert, 1940  (muchomůrečka) není dnešními mykology uznáván a zahrnuje se do rodu Amanita Persoon, 1797  (muchomůrka). Na základě molekulárních výzkumů je dnes tento rod Amanita přeřazován mnohými mykology do čeledi Plutaceae Kotlaba & Pouzar, 1972  (štítovkovité).
V minulosti byl rod Muchomůrka řazen do čeledi muchomůrkovitých – Amanitaceae. Na základě molekulárních výzkumů někteří současní taxonomové (viz např. Index Fungorum (2004)) řadí celý rod Amanita do čeledi Plutaceae Kotlaba & Pouzar, 1972  (štítovkovité), kterou spojují s čeledí Amanitaceae R. Heim ex Pouzar, 1983 (muchomůrkovité).